# دانيال أرماندو ريوس
دانيال أرماندو ريوس (بالإسبانية: Daniel Armando Ríos)‏ (22 فبراير 1995 في المكسيك - ) هو لاعب كرة قدم مكسيكي في مركز الهجوم. شارك مع منتخب المكسيك تحت 20 سنة لكرة القدم. أما مع النوادي، فقد لعب مع نادي غوادالاخارا وCoras FC ‏.

## وصلات خارجية
- دانيال أرماندو ريوس على موقع الدوري الأمريكي (الإنجليزية)
- دانيال أرماندو ريوس على موقع قاعدة بيانات كرة القدم.إي يو (الإنجليزية)
- دانيال أرماندو ريوس على موقع Soccerway.com (الإنجليزية)